# محلية الفشقة
محلية الفشقة 
هي إحدى محليات ولاية القضارف، السودان.
وتقع على ارتفاع 537 متر (1761.81 ميل) فوق سطح البحر وتوجد بها أراض زراعية خصبة تصل مساحتها إلى 600 ألف فدان.

## التسمية
الفشقة لفظ محلي سوداني اشتق من وصف وضع المنطقة الطبيعي. إذ يقصد به الأراضي التي تقع بين عوازل طبيعية مائية كالأنهار والخيران والمجاري.

## الموقع
تمتد الفشقة على طول الحدود السودانية الإثيوبية بمسافة 168 كيلومترا (104.390 ميل) وتقع على مساحة تبلغ 5700 كيلومتر (3541.815 ميل) مربع، يشقها نهر باسلام إلى جانب نهري ستيت وعطبرة، تحدها من الشمال ولاية كسلا ومحلية البطانة بالسودان والحدود الإثيوبية ومن الشرق محلية القضارف ومحلية القلابات الغربية بالسودان.

## منطقة الفشقة
تمتد الفشقة من منطقتي نهري سيتيت، وباسلام شرقا وحتى منطقة القلابات جنوبي القضارف، وتضم الفشقة أخصب الأراضي الزراعية في السودان. ويتعين التمييز بين الفشقة كمنطقة زراعية واسعة والفشقة الإدارية ويقصد بهذه الأخيرة التقسيم الإداري للمنطقة وهو محلية الفشقة وعاصمتها في مدينة الشواك . أما المنطقة الزراعية والتي تشملها المحلية فهي تنقسم جغرافياً إلى ثلاثة مناطق أصغر وهي : الفشقة الكبرى و الفشقة الصغرى و المنطقة الجنوبية.
- الفشقة الكبرى

ويحد شمالاً نهر ستيت وجنوباً بحر باسلام وغرباً نهر عطبرة. وتتميز أرضها بالتربة الطينية الصالحة للزراعة، وتقطنها عدة قبائل منها الحمران والفلاتة والهوسا، وتوجد بها نقاط لشرطة في كل من قرى اللكدي والهشابة وزهانة وحمداييت الدرابي وود الحليو وحلة حكومة والصوفي.
- الفشقة الصغرى

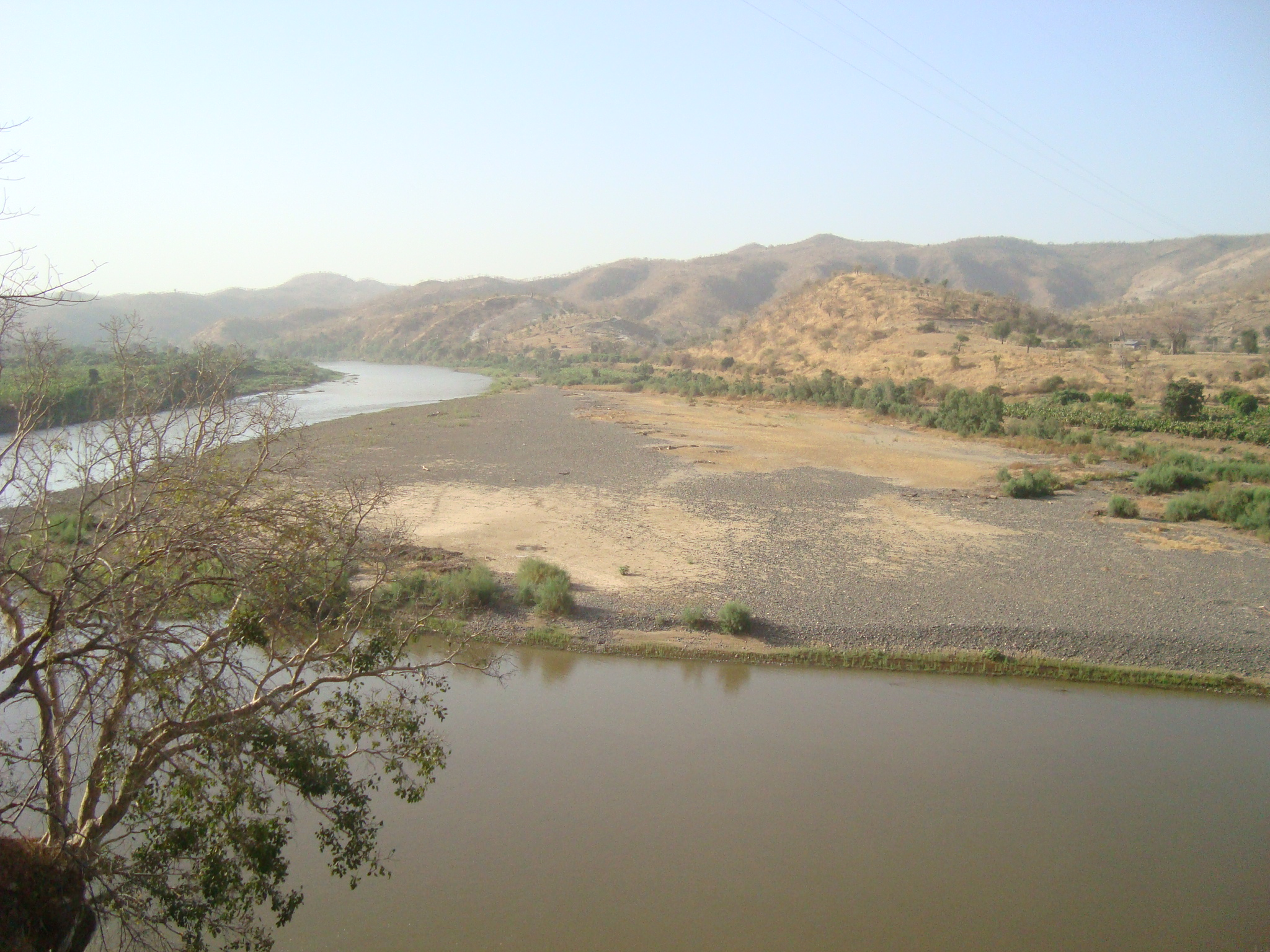
نهر سيتيت

وهي المنطقة التي يحدها شمالاً بحر باسلام وغرباً نهر عطبرة وشرقاً الحدود المشتركة بين السودان وأثيوبيا، ويتخلل أرضها العديد من التلال والخيران، وكانت بها عدة نقاط للشرطة في قلعة اللبان أم الطيور، وخور سيد، ومشروع الغنم، و باسندة.
وتتميز بإنتاجها الكثيف للسمسم والذرة والقطن قصير التيلة بجانب الصمغ العربي والخضروات والفواكه على ضفاف الأنهر الثلاثة عطبرة، ستيت، وباسلام. ونظرا لأن هذه المنطقة محاطة بالأنهار التي تعزلها عن بقية الأراضي السودانية من كل الجوانب باستثناء خط الحدود المشترك مع أثيوبيا، فقد أصبحت عرضة لتوغل المزارعين الاثيوبيين للاستفادة من أرضها الخصبة حيث لا يوجد أي مانع أو عازل طبيعي يحول دون التوغل فيها خاصة في موسم فيضانات هذه الأنهار خلال فصل الصيف المطير الذي يضرب عليها عزلة تامة عن الأراضي السودانية المتاخمة لها .
- المنطقة الجنوبية

هي المنطقة الواقعة جنوب نهر ستيت وعطبرة وباسلام، من خط الحدود بين السودان واثيوبيا في إقليم ستيت حمرا، من تقاطع نهر ستيت مع خور الريان جنوباً في خط مستقيم إلى قلعة الزراف شرق اللكدي ثم إلى قلعة حماد ثم إلى قلعة الفشقة الصغرى ـ من قلعة النحل إلى قلعة إدريس ثم إلى قلعة اللبان ثم إلى جبل همبرت ثم إلى خور الدوم إلى خور شين وإلى جبل ناهض وجبل أبو طاقية ثم إلى القلابات فإلى جبل جبارة وجبل ود الملك وجبل دقلاش ومن جبل دقلاش جنوباً إلى جبل حلاوة ثم إلى جبل أم دوقة وجبل المتان إلى جبل جيروك. وتشمل المنطقة الجنوبية مدن القلابات، وتايا.

## النزاع على الفشقة
نشب نزاع حدودي على الفشقة بين السودان واثيوبيا وصل إلى تغلغل مزارعين اثيوبيا إلى المنطقة واخراجهم منها بعد خمسة وعشرين عاما على يد القوات السودانية التي اعادت انتتشارها الكثيف منذ عام 2020.